# Kostiantyn Kostenevych
Kostiantyn Kostenevych (en ucraniano: Костянтин Костеневич; 25 de junio de 1999) es un deportista ucraniano que compite en taekwondo. Ganó una medalla de plata en el Campeonato Europeo de Taekwondo de 2024, en la categoría de –80 kg.

## Palmarés internacional
| Campeonato Europeo | Campeonato Europeo | Campeonato Europeo | Campeonato Europeo |
| Año                | Lugar              | Medalla            | Categoría          |
| ------------------ | ------------------ | ------------------ | ------------------ |
| 2024               | Belgrado (Serbia)  | Medalla de plata   | –80 kg             |